# Johan August Lindblad
Johan August Lindblad, född 16 december  1865 i Nye församling, Jönköpings län, död 25 februari 1923 i Uppsala, var en svensk bokförläggare.
Efter utbildning vid Svenska missionsförbundets predikantskola i Kristinehamn idkade Lindblad en tid predikoverksamhet samt började 1893 från eget bokförlag i Köping utge religiösa och populärvetenskapliga småskrifter. År 1911 överflyttade förlaget till Uppsala och 1913 ombildades bolaget till aktiebolag, J.A. Lindblads Bokförlagsaktiebolag. Man nådde snart en stor utgivning av populärvetenskapliga arbeten som Lindblads Världshistoria, den tjugofem band omfattande serien med tematiska memoarantologier Hågkomster och livsintryck, skolböcker, uppbyggelselitteratur med mera. Lindblad är begravd på Uppsala gamla kyrkogård.